# Radim König
Radim König (* 30. května 1977) je český fotbalista, záložník.

## Fotbalová kariéra
Odchovanec SK Uničov. V lize hrál za SK Sigma Olomouc, FK Chmel Blšany a FK Jablonec. V lize nastoupil k 163 utkáních a dal 6 gólů. V evropských pohárech nastoupil v 5 utkánich.